# Seznam avstrijskih pesnikov
Seznam avstrijskih pesnikov.

## A
- Peter Altenberg
- Anton Alexander von Auersperg
- Gustinus Ambrosi
- Ludwig Anzengruber
- Hans Carl Artmann

## B
- Thomas Bernhard
- Ingeborg Bachmann
- Robert Barbo Waxenstein
- Gerald Bisinger
- Aloys Blumauer
- Peter Bonomo
- Alfred Brendel
- Walter Buchebner (1929-64)

## C
- Bartholomäus Carneri
- Paul Celan
- M. T. C. Cronin (1963)

## D
- Michael Denis

## F
- Janko Ferk
- Ernst von Feuchtersleben
- Franzobel
- Erich Fried
- Ernst Fuchs

## G
- Franz Grillparzer

## H
- Maja Haderlap
- Robert Hamerling
- (Ludwig Hartinger)
- André Heller
- Hugo von Hofmannsthal

## J
- Ernst Jandl
- Gustav Januš
- Gert Jonke

## K
- Erwin Guido Kolbenheyer
- Theodor Kramer
- Karl Kraus

## L
- Christine Lavant (Christine Habernig, r. Thonhauser)
- Alexander Lernet-Holenia
- Nikolaus Lenau
- Cvetka Lipuš

## M
- Max Mell
- Erika Mitterer

## P
- Josef Friedrich Perkonig?
- Paula von Preradović
- Johann Ladislaus Pyrker

## R
- Neidhard von Reuental
- Rainer Maria Rilke

## S
- Johann Gabriel Seidl
- Adalbert Stifter

## T
- Christian Teissl
- Georg Trakl
- Peter Turrini

## V
- Johann Nepomuk Vogl

## W
- Karl Heinrich Waggerl
- Peter Weibel
- Franz Werfel
- Anton Wildgans
- Peter Paul Wiplinger (tudi fotograf)

## Z
- Joseph Christian, Baron von Zedlitz
- Guido Zernatto